# Aeroporto (Salvador)
Aeroporto é um bairro brasileiro localizado na cidade de Salvador, na Bahia. Tornou-se oficialmente um bairro em 2017.